# 让·勒瓦瓦瑟尔
让·勒瓦瓦瑟尔（法語：Jean Levavasseur，1924年6月8日—1999年2月10日），法国男子击剑运动员。他曾获得1950年世界击剑锦标赛男子佩剑个人冠军。他也参加了1948年和1952年夏季奥运会，其中在1952年奥运会获得男子佩剑团体铜牌。